# 長州征討
長州征討（ちょうしゅうせいとう）は、元治元年（1864年）と慶応2年（1866年）の2回にわたり、江戸幕府が、京都で禁門の変を起こした長州藩の処分をするために長州藩領のある周防国、長門国（以下、防長二州と記す）へ向け征討の兵を出した事件を指す。長州征伐、長州出兵、幕長戦争、長州戦争 などとも呼ばれる。
特に慶応元年（1865年）5月の将軍・徳川家茂の進発（出陣）に始まり、慶応3年（1867年）1月23日の解兵令に至る第二次長州征討は「長州再征」とも呼ばれ幕末政治史上の一大事件となったが、長州側の立場から当該事件を歴史的に捉えた場合は四境戦争と呼ぶ向きもある。

## 第一次長州征討

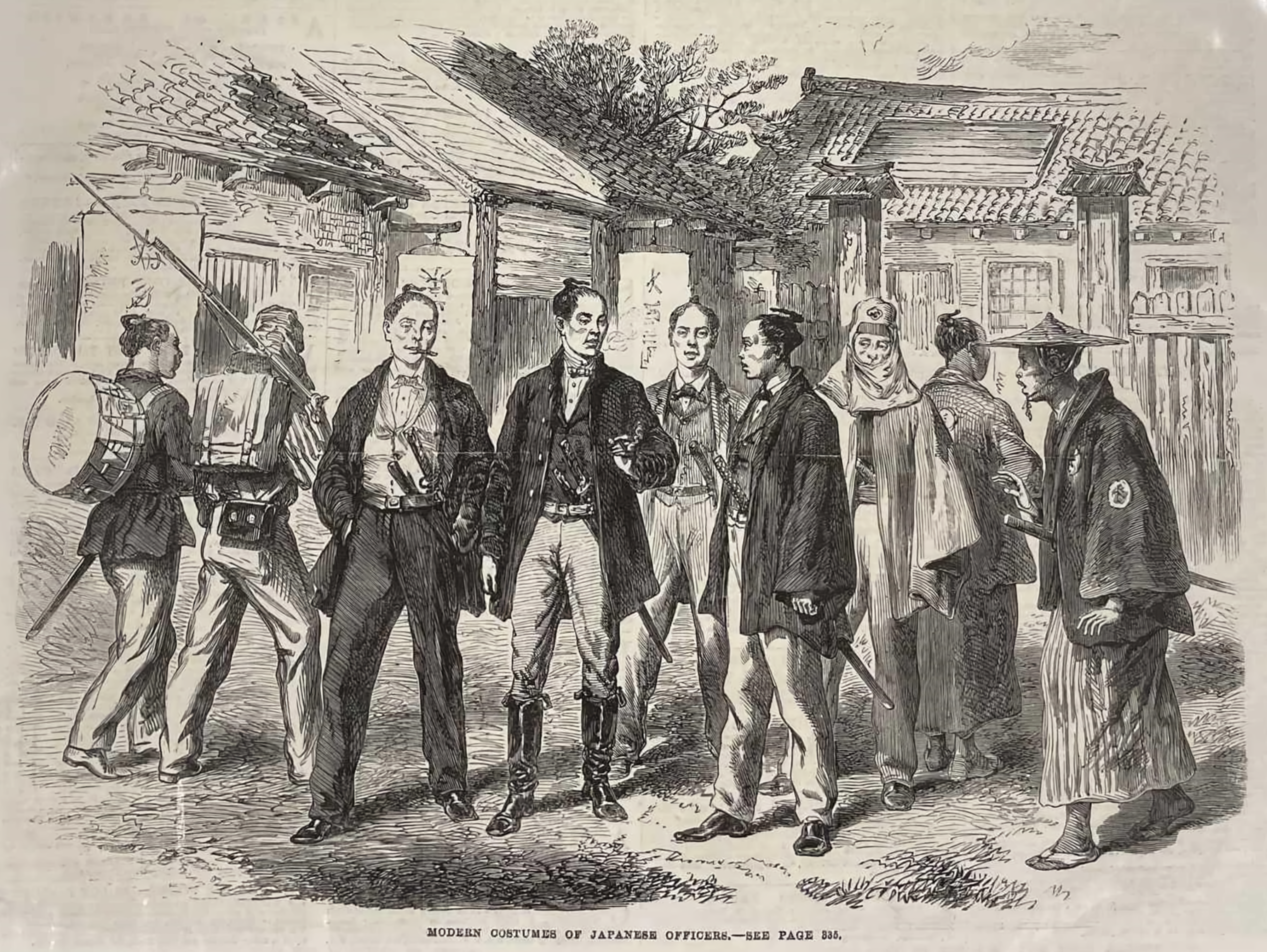
幕府陸軍（1866年）

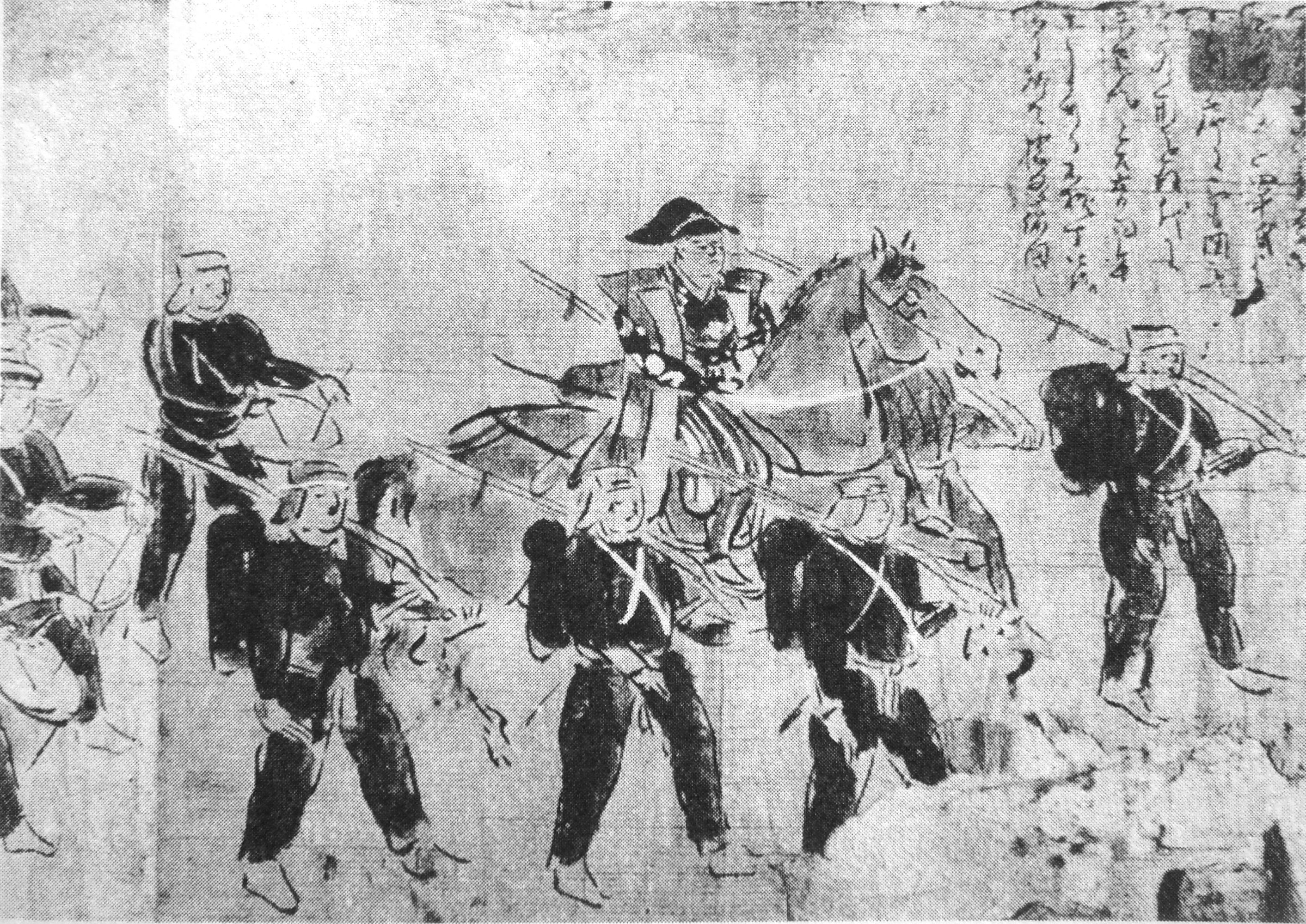
西洋式軍装に身を包んだ幕府軍（1865年）

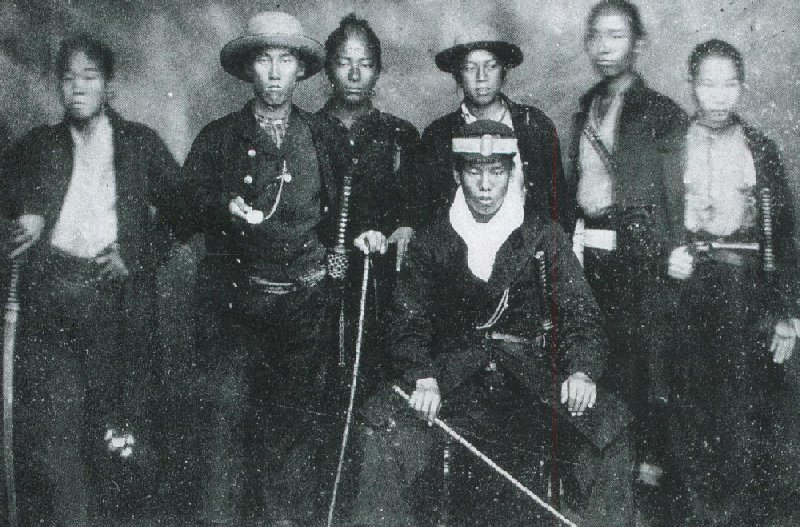
長州藩奇兵隊

以下、年の記述がない場合は日付は1864年とする。また、旧暦とする。

### 征長軍の動き
7月23日、朝廷は幕府に対して長州追討の勅命を発した。幕府は長州藩主・毛利敬親と養嗣子の定広（後の元徳）に京都で禁門の変を起こした責任を問い伏罪をさせるため、尾張藩・越前藩および西国諸藩から征長軍を編成した。動員された藩の数は最終的に35藩、総勢15万人とされる。8月13日、諸藩の攻め口が定められ五道（芸州口、石州口、大島口、小倉口、萩口）から、萩城のある萩ではなく藩主父子のいる山口へ向かうと決定した。
征長総督は尾張藩の前々藩主である徳川慶勝（7日に紀州藩主・徳川茂承から変更）、副総督は越前藩主・松平茂昭がそれぞれ任命された。総督は征長について将軍から全権委任を受け征長軍に対する軍事指揮権を掌握する。
10月22日、大坂城にて征長軍は軍議を開き、11月11日までに各自は攻め口に着陣し、1週間後の18日に攻撃を開始すると決定した。広島の国泰寺には総督府、豊前の小倉城には副総督府を置くことになった。将軍が最終的に長州藩へ処罰（公裁）するが、総督は長州藩への降伏条件の決定、征長軍の解兵時期について権限を持つ。幕府は朝敵となった長州の藩邸を没収し、藩主父子に謹慎を命じた。しかし、どのような条件で長州藩に謝罪をさせるかについては決めず、幕府や征長軍内においては厳罰的な案を含めていくつかの案が出された。
この時、征長軍に参加して萩口の先鋒を任されていた薩摩藩は独自の動きを見せた。福岡藩士・喜多岡勇平、薩摩藩士・高崎五六（兵部）が9月30日に岩国の新湊に入ると、岩国藩の吉川経幹（監物）と薩摩藩は征長における交渉に入った。10月21日、高崎は岩国へ宛てて、「薩摩藩は長州藩のために尽力するが暴徒を処罰し、黒白を明らかとして、悔悟の念を明らかとするのが肝要である。また三条実美ら五卿の追放、時と場合によっては藩主父子が総督府の軍門に自ら出てくる必要があるが、まずは安心してよい」という内容の手紙を送った。手紙には高崎は京都で留守番をするが大島吉之助（西郷隆盛）が征長軍で交渉を担当するため、遠からず岩国に入るかもしれないと書かれている。
24日、大坂において西郷は総督の慶勝へ長州藩降伏のプロセスについて腹案を述べると、慶勝はその場で西郷へ脇差一刀を与えて信認の証とし、西郷は征長軍全権を委任された参謀格となった。慶勝と西郷は総督府を幕府の統制下から離れさせ寛典論に基づく早期解兵路線へ「独走」させた。
11月4日、征長総督の命令により親友の税所篤（喜三左衛門）、吉井友実（仁左衛門）を伴い岩国へ入った西郷は吉川経幹と会談。2日前に経幹は総督府へ禁門の変で上京した三家老（国司親相、益田親施、福原元僴）の切腹と四参謀（宍戸真澂、竹内正兵衛、中村九郎、佐久間左兵衛）の斬首、五卿（三条実美、三条西季知、四条隆謌、東久世通禧、壬生基修）の追放といった降伏条件で開戦の開始を猶予するように請願していた。西郷との会談後、経幹は長州藩へ向けて家老切腹、参謀斬首を催促した。11日、徳山藩において国司親相と益田親施が、翌12日に岩国藩において福原元僴が切腹。同日に四参謀も野山獄で斬首された。
16日、広島の国泰寺において征長軍総督による三家老の首実検が行われた。征長側は総督名代の成瀬正肥、大目付の永井尚志、軍目付の戸川安愛。長州側は吉川経幹、志道安房であった。参謀の辻将曹と西郷は次室に控えていた。『征長出陣記』は、尚志は藩主父子を面縛（後ろ手で罪人として引き渡す）、萩の開城を通告した。経幹は顔面蒼白となり「この上はよんどころなく死守」と防長士民は徹底抗戦すると回答。尚志から諮問された西郷は尚志案の再考を提案したと記録されている。18日、征長軍から経幹へ「藩主父子からの謝罪文書の提出、五卿と附属の脱藩浪士の始末、山口城破却」の命令が出された。総督府の降伏条件は寛大として副総督府のある小倉にいた松平茂昭や越前藩、九州諸藩から不満が上がったため西郷は21日の晩に広島を発して23日の昼に小倉に入り説得を行った。
12月5日、長州藩から総督府へ藩主父子からの謝罪文書が提出された。残りの降伏条件は五卿と山口城だが、山口は城ではなく館であり形式的な条件（19日、巡検使の石川光晃、戸川安愛が巡視した際も指摘はなかった）で、残っているのは五卿の問題だけとなった。これに先立つ4日前の1日、福岡藩の越智小平太、真藤登、喜多岡（北岡）勇平が長府（現在の下関市長府）の五卿を訪れ、朝廷及び幕府の命令により九州の五藩が五卿を預かるという申し入れをした。3日に福岡藩の月形洗蔵は三条実美と面会したが、実美は勅命であれば進退はやむを得ないが附属する諸隊及び脱藩浪士は反対し騒擾が起きる可能性があると語った。
諸隊とは奇兵隊、遊撃隊、八幡隊、御楯隊、南園隊など藩の正規兵と異なる軍隊であり、政治集団、党派としての意味合いを兼ねていた。その指揮系統は軍隊だが、意思決定は幹部から構成される諸隊会議所が合議の上で決める仕組みである。
11日、西郷は馬関海峡を越えて長府に入り運動中の月形らと面会。当日に小倉へ戻った。西郷の渡海により長州藩内の紛争が解決次第、五卿は筑前へ移転すると決定。降伏条件の道筋がつき征長軍は解兵へ歩みを進めた。長州藩内の紛争とは長府の諸隊と萩藩庁の対立であり、萩藩庁と小倉の征長軍（その数は数万とされた）に挟まれた諸隊のために、奇兵隊3代目総督の赤禰武人は周旋に動いていた。これに対して13日夜、奇兵隊初代総督・高杉晋作は長府の諸隊長官に対して赤禰の融和策を非難し、即時挙兵を主張したが応じる者はいなかった。この席で晋作は、市民兵の諸隊に向かって「赤禰武人は大島の土百姓である」と発言したと記録されている。

### 長州藩の動き
7月21日、国司親相、益田親施、福原元僴の三家老に続いて京都へ向かった毛利定広が讃岐多度津で7月19日に京都で勃発した禁門の変の敗戦を聞き山口へ向けて引き返した。27日、三田尻（現在の防府市）において藩主父子、三支藩藩主、老臣が善後策を協議、30日、毛利敬親は山口に戻り人心を落ち着かせて吉川経幹に対外的な周旋を頼んだ。また山口政庁は三家老の職を解き禁門の変の顛末を誰問の上で徳山藩に預けて謹慎させた。
八月十八日の政変の後と同様に藩政を誤らせた正義派へ俗論党は反発を強めた。前回は萩から山口へ椋梨藤太、村岡伊右衛門ら俗論派が出てきて毛利登人、前田孫右衛門、周布政之助ら正義派を免職させたが、奇兵隊という武力を背景とした高杉晋作がひっくり返して、逆に坪井九右衛門は切腹させられた。今回は俗論党の影響下にある先鋒隊の壮士たちが続々と山口へ入った。9月6日に吉川経幹が山口に入ると8日に奇兵隊を含む諸隊は経幹と接見し、上申書を奉じ幕府への武備恭順を迫り、これに対抗して20日に萩藩士100名以上が山口に上った。山口藩庁は暴発を避けるため城代の毛利将監、目付の村尾治兵衛から慰撫しようとしたが果たせず、22日、萩側は経幹へ幕府への謝罪恭順を通すように迫った。経幹はこれを慰撫して藩内の騒動を収め、同日に敬親へ告げその場で城代と目付は経幹の労に謝したが、山口側は萩側の圧力を無視できなくなった。
24日、井上馨（聞多）は藩主父子へ君前会議において藩是を定めることを提言。井上は萩の強硬派はいざとなれば自らが代官を務める小郡の民兵を使って片付ける目算を立てていた。25日、山口政事堂で君前会議が開かれ井上は熱弁をふるい、会議の最後に敬親は武備恭順を国是とすると言明して終わった。しかし同日夜、井上は政事堂からの帰り道に袖解橋の手前で刺客に襲われ重傷を負い、政之助も自殺。30日に加判の清水親知（清太郎）も知行地に戻って閉居し、正義派は大打撃を受けた。同日、藩主父子の萩城帰還が決定した。
10月9日に毛利登人、大和国之助、前田孫右衛門、渡辺内蔵太は謹慎。13日に山縣半蔵、小田村素太郎（後の楫取素彦）、寺内暢蔵は罷免。17日に晋作は政務役を罷免され24日に萩から脱走、29日に下関に入り11月1日に九州へ入り諸藩連合を説いたが失敗。福岡郊外の平尾山荘へ潜伏した。19日に清水親知は加判を罷免・謹慎となり正義派は軒並み倒れ、24日に俗論党の首領である椋梨籐太が政務役に任命され俗論派政権が誕生した。15日、奇兵隊を含む諸隊は山口から五卿を奉じて長府に入った。その総員はおよそ750名だった。
22日、萩政庁は下関へ諸隊鎮撫掛の杉徳輔を、23日には粟屋親忠（帯刀）を送り込み、親忠は長府藩に諸隊鎮撫を依託した。25日、長府藩の藩主である毛利元周は謝罪恭順を徹底させるため諸隊へ藩主父子への嘆願を封じさせた。諸隊は萩藩庁へ武備恭順、正義派の登用を嘆願したが無視され続けた。

### 元治の内乱と征長軍の解兵
12月8日、奇兵隊総督の赤禰武人は萩から長府へ帰り、萩政庁と諸隊の調和により事態を転回させる調和論＜正邪混和説＞を説いたが諸隊の多くは賛同せず、同日、奇兵隊の実権を握っていた軍監の山縣有朋は萩政庁へ反対の意見書を提出した。11月25日、九州から下関へ帰った晋作は長府で即時挙兵を説いたが、山縣を含めた諸隊は同調しなかった。12月13日夜、晋作は諸隊の長官を説得したが、忠誠公勤皇事蹟には「悲憤慷慨の言を吐き、或は怒り、或いは泣て、長官等を感動せしめんと力めましたけれども、長官等は高杉の気焔に圧倒せられたるのみにて、誰れ一人として」
決起する様子は見えなかったとある。
15日深夜、大雪の中、長府に集まった晋作と力士隊（総督は伊藤博文（俊輔））、遊撃隊（総督は河瀬真孝（石川小五郎））は功山寺に赴いて五卿に面会、その後下関に入った。功山寺挙兵および元治の内乱の始まりである。
翌16日、藩内クーデターの勃発に萩政庁は諸隊を敵として協力を禁じる布告を出した。12月18日、諸隊は伊佐へ出陣、萩藩庁は同日に毛利登人、大和国之助、前田孫右衛門、渡辺内蔵太を含む7名を野山獄へ投獄し、翌19日に斬首（清水親知は、6日後の25日に切腹した）。両者の対立はようやく先鋭化した。晋作は三田尻で奪った軍艦を萩へ向かわせたが下関にいた。山縣有朋は諸隊より遅れて出発、剃髪した。融和論に静観の形で同調の姿勢を見せていた諸隊に裏切られた赤禰武人は下関を出奔した。
28日、下関の遊撃隊討伐を目的として萩を上発した討伐軍の先鋒は秋吉台の北東の盆地の絵堂に入った。台地南西の伊佐にいた諸隊は、年が明けた元治2年（1865年、慶応に改元）1月6日深夜に山道を越えて絵堂に入り討伐軍を襲撃、朝までに同地を占領した。諸隊は数で劣勢のため絵堂は放棄して南進、大田川流域の大田（秋吉台の南東）に出た。討伐軍は秋吉台と権現山の間を通じる本道の大田街道、権現山東縁を流れる大田川沿いの谷間道（川上口）を南下すると予測した諸隊は本道には八幡隊、膺懲隊、本道左は南園隊、本道左の高台にある鳶の巣は御盾隊を、狭い川上口は奇兵隊を、本道と川上口が合流する大田勘場（役所）に本陣を置きＶ路上に陣地を形成した。
10日、討伐軍は本道を攻めつつ、主力を川上口に回した。奇兵隊の指揮官だった三好重臣（軍太郎）は敵の急襲に支えられず退却したが、本営の金麗社にいた山縣は狙撃隊をつれてＶ路上の真ん中にある竹薮の中を進み、左翼から敵を狙撃させた。山縣は川上口を支えるように厳命を下すと、奇兵隊の別隊長である湯浅祥之助の隊を横撃させた。湯浅隊は大田街道右側の小山を駆け下りて敵の側面から攻撃し撃退した。この際に鳥尾小弥太、山田鵬介の両伍長が活躍を見せた。
14日、今度は本道の呑水峠（のみずたお）で大規模な戦闘となった。午前10時から午後2時まで戦った末に敵を撃退した。晋作は遊撃隊を率いて諸隊に合流、1月14日には太田市之進の御盾隊も小郡から帰還した。16日、絵堂の西にある赤村を夜襲した諸隊は秋吉台周辺から敵を撃退した。
敬親の諮問を受けた毛利元純が諸隊へ接触を図ろうとしたことから、萩の動揺を察知した晋作は諸隊に向かって明木の討伐軍本営を衝くべきと主張したが、狭い山道を進むよりも山口に向かおうとした山縣は太田（御盾隊）、福田侠平（奇兵隊）、堀慎五郎（八幡隊）を集めて「もし諸君が明木に進軍するつもりなら私も異論はないが、それならば私を先鋒にしてもらいたい」と発言した。晋作は意見を撤回して諸隊は山口へ入った。
16日、萩城に毛利将監以下の諸士が登城した。敬親に拝謁した一同は諸隊を武力で征討する不可なる旨を上申した。正義派にも俗論党にも組しない中立派は「鎮静会議員」と称し運動を始めた。一方で、元純は諸隊との休戦工作のため、21日に萩と山口を結ぶ往還の集落佐々並において諸隊と協議した。元純は双方が萩と山口へ撤退する方針で打診したが諸隊は拒否。23日に萩から討伐軍に対して撤退命令が出され、28日までの休戦協定が結ばれて会見は終わった。
ところが、2月10日、山口を訪れた鎮静会議員3名が帰路の明木で俗論党（選鋒隊）により暗殺されると、諸隊の仕業であると誣告する俗論党への排斥運動は高まり、一方で処罰された正義派への大赦が続いた。14日、奇兵隊、八幡隊は東光寺に、御盾隊は大谷に入り、15日には玉江へ遊撃隊が入り、癸亥丸は海岸に近づいて再び空砲を鳴らし続けた。14日、椋梨藤太は萩から逃亡したが津和野で捕縛され俗論党は崩壊、長州藩の内訌戦は正義派の勝利に終わった。
内乱の最中の12月27日、征長軍は解兵令を発したが、1月5日に幕閣は徳川慶勝へ藩主父子及び五卿を江戸まで拘引せよとの命令書を与えた。命令書を受け取った慶勝は「征長について将軍から全権を委任され、降伏条件と解兵は総督府を通じて幕府へ報告した。命令の実行は解兵した現在では不可能である」と断って、その上で処罰を受けるなら受け入れると回答した。幕府は長州処分は江戸で行うため慶勝は京都に入らず上府するように命令したが、朝廷も慶勝へ上洛せよとの命令を出した。板挟みのため、1月16日に大坂に着いた慶勝は所労と称して滞坂することにした。

## 第二次長州征討に至るまで
以下、年の記述がない場合は1865年とする。ただし、旧暦の日付とする。

### 幕府側の動き
大政委任を確認した孝明天皇の沙汰書、即ち元治国是は長州処分を幕府の専権事項に含んだが、朝廷も国事に関して幕府諸藩へ命令を出すことができるとした。朝廷、幕府、諸藩のパワーバランスの上に成り立つ体制下では大政委任が空文化する恐れもあり、一橋慶喜、会津藩主兼京都守護職・松平容保は大奥や保守派大名の影響力が大きい江戸城から将軍・家茂を引き離し、畿内長期滞在態勢で公武一和を推進しようとした。しかし幕閣は第一次長州征伐の後、フランス帝国の後押しもあり強硬な姿勢をとり、朝廷からの再三の上洛要請も遷延策で無視をした。長州処分も諸藩を動員し長門・周防を取り囲めば藩主父子は自ら出頭してくるとの見込みであり、最終処分案は慶応2年（1866年）1月21日まで決まらないまま事態は推移した。
復古派の幕閣に対して、勤皇諸藩は朝廷を以て幕府を制し挙国一致の体制を志向した。憂慮した容保は自ら江戸に出て将軍上洛運動を起こそうとしたが、2月5日に阿部正外、7日に本荘宗秀の両老中が幕府歩兵を率いて上洛したことで容保の東下は中止となった。松前崇広からの内報では、正外と宗秀の目的は将軍上洛の中止と慶喜と容保および弟の桑名藩主兼京都所司代・松平定敬を京都から追い出すことにあると知らされた。22日に参内した両老中は目的を達せずに関白二条斉敬の叱責を受けた。23日、正外は将軍上洛のために江戸へ帰らされ、宗秀は摂海警備のために大坂表へ向かわされた。
一方で、7日に上京した薩摩藩士大久保利通（一蔵）は小松清廉（帯刀）と共に9日に中川宮朝彦親王に、11日には近衛忠房に謁見した。3月2日、京都所司代への御沙汰書が降下された。内容は藩主父子及び五卿の江戸拘引を猶予すること、参勤交代の制度は文久の幕政改革の内容に戻すこと、将軍は上洛した上で国是を評議することであった。慶喜・容保は所司代に御沙汰書を留置させ、御沙汰書は一旦撤回され、14日に宗秀が参内して受け取り、4月3日、江戸城に登城して幕府に提出した。
大目付の塚原昌義が3月22日に大坂に入ったが、広島藩、宇和島藩、大洲藩、龍野藩は藩主父子の江戸拘引の協力は断った。幕府は19日に将軍の西上を布告、4月1日には藩主父子の江戸拘引が行われない場合は将軍が進発すると諸藩へ伝達した。4月12日、尾張藩前藩主の徳川茂徳が先手総督に、紀州藩主の徳川茂承が副総督に任命された。18日、「毛利大膳親子等容易ならざるの企あるの趣相聞え、更に悔悟の体なく、且御所より仰進ぜられし趣もあり、かたがた征伐仰出され、五月十六日進発す」と進発令が出された。閏5月16日、将軍家茂は江戸を出発し、閏5月22日に上洛し参内。翌23日は二条城、24日は伏見に泊まり25日に大坂城へ入った。
武備恭順に藩論を統一した長州藩の重役は嘆願書を作り吉川経幹、広島藩、徳川慶勝を経て幕府へ上申した。6月23日、広島藩へ毛利元蕃、吉川経幹を大坂に招致する命令が出されたが、長州側は病気のため猶予を願うと回答した。8月18日、重ねての命令が出され、病気で無理ならば毛利元周、毛利元純、並びに長州藩主の家来が9月27日までに上坂せよと長州藩に伝えられたが、8日、長州側は再び病気を理由として拒否をした。長州処分が不振を極める中で幕兵の士気は落ち、幕府の財政は悪化した。
このままでは将軍の畿内滞在態勢がいつ崩壊するか分からないため、慶喜は再征勅許という事件を起こして態勢を立て直そうとする。16日、大坂から家茂が京都に入り、21日、再征勅許を巡る朝議が開かれた。しかし、近衛忠房は大久保利通の入説により反対、忠房が朝議に出てこないため確かめると大久保が引き止めていた。慶喜は「匹夫の議に動かされて参内の時刻を移し、あまつさえ軽々しく朝議を変ぜんとするは奇怪至極せり、斯くては将軍を始め一同職を辞せんのみ」と激怒、朝議を牽引した慶喜は勅許を獲得したが23日に家茂は大坂に戻った。
家茂が大坂に戻ったのは摂海に異国船が入ってきたためであった。同日、阿部正外、山口直毅、井上義斐はイギリス艦プリンセスロイヤルでイギリス帝国・アメリカ合衆国・オランダと会談、その後、フランス艦ラ・ゲリエールでフランス公使と会談した。イギリスの兵庫開港要求の諾否につき阿部は即答せずに大坂城へ持ち帰り、24日、25日と幕府首脳は会議を開いた。正外と松前崇広は幕府の専権で兵庫・大坂の開港開市を決めると決断し閣議をまとめた。回答の期日と約束したのは26日である。
『徳川慶喜公伝』によると24日、京都で将軍の招命を受けた慶喜は25日夜に京都を出た。26日「明星の尚閃く頃」に大坂に着いた慶喜は、大坂城の評議はすでに解散していたため正外の宿舎を訪れ兵庫の応接を尋ねた。正外は幕府の責任で決定したと返答し朝廷の許しが得られなければ将軍は辞職をすると伝え、慶喜は勅許を得ずに開市開港すれば朝廷の信頼を失い諸藩も収まらないとし、「されば唯今より直に諸有司を城中に招集して再議せらるべし」としてそのまま大坂城に入った。26日、慶喜は公使には回答の延期を申し出てその間に天皇から勅許を貰うべきとし、正外・崇広は幕府の独断で行うと主張。結論は出なかった。
立花種恭が延期の使者となり、イギリス公使ハリー・パークスに10日間の猶予を申し出た。種恭から見たパークスは怒り、暴言を吐き挙動傲慢であったが、にわかに語気を改めて10日間の猶予を認めた。この際に同行した大坂町奉行の井上義斐が誠意をもってイギリスと交渉し猶予を獲得したとされる。慶喜からみた両老中は10日間の猶予を貰ったと知らされると「別室に慶喜を招き」「涙を流して後悔の念をあらわして」どんな罪でも伏罪すると表明し当面は謹慎するとした。大坂の慶喜は回答を猶予した件を京都の容保に知らせると勅許獲得の工作を依頼。また、将軍家茂に謁見して速やかに上洛して条約勅許を申請すべきとして、自分は先乗りで帰京する旨を伝え26日の夕方に「鞭を挙げて京都に馳帰らる」。
27日に帰京した慶喜は朝廷に対して両老中は謹慎し、家茂は上洛して条約勅許を願い出ると報告をした。ところが正外・崇広は以前と変わらず出仕をして上洛を約束した家茂は約束の日である29日になっても上洛しない。結果として食言をした慶喜は容保、定敬と大坂に下る旨を朝廷に申し出た。しかし朝廷の怒りは限界にまで来ていた。29日、朝議が開かれて正外・崇広は改易・切腹、大老の酒井忠績、老中の水野忠精は領地を半減・永蟄居とする議案が全員一致で可決した。慶喜、容保、定敬は過酷な処置に対して寛恕を願い出て正外・崇広の官位を剥奪し国許で謹慎という結論になった。その日のうちに評議の内容は大坂へ送られた。この後、将軍の辞職願（10月3日）と東帰の動き、条約勅許（5日）、家茂の大坂城帰還（11月3日）と続くが小笠原長行、板倉勝静の老中就任が実現した（兵庫開港要求事件）。
条約勅許の騒動が一段落つくと、幕府は長州征伐に取り掛かった。7日、幕府は三十一藩に長州征伐の出兵を命じる。20日、場所は広島国泰寺。幕府側が永井尚志、戸川安愛、松野孫八郎。長州側は名門宍戸氏の養子となった山縣半蔵こと宍戸備後助が応接にあたった。ここで尚志は八か条の質問を宍戸に出すが、宍戸は疑惑を否定した。国泰寺会談には新撰組の近藤勇、武田観柳斎、伊東甲子太郎、尾形俊太郎も尚志の家来として同行した。『京都守護職始末』によると近藤は12月22日に会津藩へ出張の報告として、長州藩は武備恭順の姿勢であること、広島に滞陣中の幕府方の士気は落ちているため勝目が薄いこと、長州藩が表面で恭順ならば寛典な処置で対応していく方針が望ましいことを述べた。

### 長州側の動き
2月20日、藩主父子は祖先の霊に対し藩内の擾乱を謝罪するとの名目で祭祀を布告して全ての藩士も参加をさせられた。28日、毛利敬親は湯田に入り巡視を行い民心を安堵させ、3月16日に諸隊は正式に藩の軍隊とされた。23日、敬親は山口に集まった支藩主へ「天朝へ忠節、幕府へ信義、祖先へ孝道之事」の遵守を伝えたが、吉川経幹は山口へ参集しなかった。26日、敬親は世子の定広を残して萩へ帰還した。4月25日、敬親は山口に戻り、経幹は閏5月6日に山口へ出た。20日に藩主父子、支藩藩主、経幹は会議を開き、幕軍が攻めてくれば周防・長門の二州は一致してことにあたると決議された。
4月4日、晋作はグラバー、ラウダとの会見後に長崎から下関に戻り、長府藩と清末藩から下関を取り上げて長州藩直轄として開港しようとした。ところが22日に藩内に情報が洩れたため藩庁は開港はないと声明を出し、晋作は下関出張を免じられた。同月下旬、攘夷派と長府清末藩の藩士から命を狙われた晋作と井上馨は藩外へ逃亡、伊藤博文も対馬へ逃亡しようとしたが26日に亡命していた桂小五郎（後の木戸孝允）が下関に入り、事態を収拾させたため長州藩へ戻り、後に晋作と井上も逃亡先から戻った。5月13日、小五郎は山口で敬親に拝謁した。抗幕体制のため長州藩は一般政務を管掌する国政方、財政民政を管掌する国用方が政事堂の下に置かれた。27日、小五郎は国政・国用トップから諮問に与る用談役に就任、村田蔵六（後の大村益次郎）も藩政の中枢に参画して近代洋式軍隊の創設にあたることになった。
閏5月1日、下関にいた坂本龍馬は時田少輔を通じて小五郎に会見を申し入れた。小五郎は時田からの書簡を藩へ提出、敬親から下関に出る許可を得た。4日に下関へ入った小五郎に対して龍馬、土方久元は10日前後に薩摩の西郷が上京するが途中で下関に寄ると伝え桂との会談を斡旋した。21日、中岡慎太郎は15日に薩摩を西郷と出たが、西郷は下関に寄らず豊後佐賀関で別れたと、手ぶらで下関に入った。不快とした小五郎へ龍馬と中岡は陳謝、この件については一任してもらいたいと申し出て桂も了承した。
7月21日、井上・伊藤が長崎へ入った。長州藩は抗戦武装のため小銃1万丁を求め青木郡平を長崎に派遣していたが、龍馬は薩摩藩の名義で長州藩がイギリスから購入できるように薩摩藩へ運動。薩摩が同意したため小五郎は藩政庁の承諾がないまま2人を長崎へ派遣したのである。千屋虎之助、高松太郎、上杉宗次郎、新宮馬之助は協議の上で小松清廉に薩摩藩で伊藤井上を潜匿させるように依頼した。
26日、山口で藩主父子及び三支藩藩主、吉川経幹は会議を開き、6月23日に広島藩へ毛利元蕃、吉川経幹を大坂に招致する命令が出された件は上坂拒否と決定。上坂猶予の嘆願書が広島藩を通じて幕府へ出されたが幕府は却下した。ただし長州藩も大義を主張する必要があるとして重臣から正副2使が派遣される運びになった。
長崎でイギリス商人と交渉した井上・伊藤は山口藩庁へ「ミネーゲベール短筒四千三百挺、ゲベール三千挺」を購入したと報告し、小銃は薩摩藩の蝴蝶丸に積み込み、8月下旬に三田尻で陸揚の手配となった。9月6日、山口において藩主父子に謁見した井上は小銃購入の手配に上杉宗次郎の功績が大きかったと報告した。藩主父子は上杉を山口に招き三所物を与え、8日、薩摩の島津久光・忠義父子へ送る書簡を上杉へ託した。木造蒸気船ユニオン号も購入する段取りとなったが、これは藩内外に紛糾が起こった。
16日、大坂から徳川家茂が京都に入り長州再征勅許獲得の運動が始まった。24日、大坂を出た龍馬は10月3日、三田尻へ入った。龍馬は上方に藩兵を駐屯させる薩摩藩のために兵糧米を提供してほしいという名目で長州に薩摩の交渉を持ち出した。龍馬は山口政庁の山田宇右衛門、国貞廉平（直人）、中村誠一、広沢真臣（藤右衛門）に説いた上で、10月下旬まで桂小五郎のいる下関に滞在した。
17日、井原主計を正使、宍戸備後助を副使として両名は大坂へ出張するように命じられた。22日、井原と宍戸は広島に入り26日に大坂へ出発すると決まったが前日に井原は無断で帰藩をしたため、山口藩庁は29日、宍戸に1人で応対するように命令を出した。広島に出張した使節団は広沢真臣を中心として宍戸備後助が応接に専任（後に木梨彦右衛門を副使とする）。会見の段取、長州藩と幕府との連絡は広島藩が担当した。山口の政事堂には現地の様子は使節団から逐次報告された。
11月20日、広島の国泰寺で長州藩の使節と幕府側の第一回会談が開かれた。永井尚志は長州藩に対して質問をしたが、宍戸は逐条答書、国情陳述書を出して疑惑を否定した。30日、国泰寺で第2回会談が行われ宍戸、木梨、諸隊代表が出席した。すでに11月上旬には幕府は攻め口の部署割りをした。幕府が交渉中に戦端を開くのでは危惧する山口藩庁は12月8日に使節団の引揚を命じたが、宍戸・木梨はなお幕議の決定を聞かないままでは帰れないとして広島に残った。
12月に黒田清隆（了介）が京都に木戸孝允（桂小五郎）を伴うために長州藩へ入ったが、木戸は黒田との上京を拒絶した。21日、敬親は木戸へ京都出張を命じた。27日、黒田と木戸、三好重臣、品川弥二郎、早川渡、田中光顕（顕助）は三田尻から出て年明けの慶応2年（1866年）1月4日に大坂へ入った。1月21日、木戸は目的を果たして京都を出発、1月27日に広島で宍戸と会談して2月6日、山口に入り藩主父子に復命をした。

### 幕長の談判決裂
以下、年の記述がない場合は1866年とする。ただし、旧暦の日付とする。
1月22日、幕府は長州処分の最終案 を奏上、勅許が下された。26日、小笠原長行が長州へ幕命を伝えるため広島に下ることが決まった。2月7日の朝、長行を含む幕府の高官たちが広島へ到着した。22日、長行は広島藩を通じて、三支藩藩主、吉川経幹と宍戸備前助、毛利筑前（以下、二家老と記す）に召喚命令を出したが病として拒絶された。24日、芸州先鋒の彦根藩から安芸国と国境を分かつ岩国藩へ使者が送られたが、吉川家は宗家と行動をともにすると回答して幕府の離間策は奏功しなかった。
長州挙藩一致を示す事例として2月、藩主の内覧を経て小冊子「防長士民合議書」が印刷、藩内外へ頒布された点が挙げられる。防長武士および農民の対幕府決戦の覚悟を述べたこの冊子は『防長回天史』によると36万部印刷されたとされる。実際は数千部に過ぎない（『忠誠公勤皇事蹟』）とも、宍戸が起草、製本を指示し「内輪ハ後ニテモ他邦ヘ早ク配リ度」と催促してるように広島における幕府との交渉において挙藩一致体制を擬装するための宣伝工作文書であるとも指摘がある。
3月26日、長行は広島藩を通じて4月15日までに藩主父子と孫の興丸、三支藩藩主、吉川経幹、二家老が出頭するように命令を出し、宍戸には帰国して幕命を伝えるように命令した（4月2日に出された召喚命令により出頭期日は4月21日となる）。山口政庁へ急使を送った宍戸は4月5日に広島を発して6日に高森に入り同地で留まり事前の打ち合わせ通り出番を待つことになった。4月4日（または5日）、長州藩の諸隊の1つ第二奇兵隊で暴発事件が起きた（倉敷浅尾騒動の始まり）。
4月13日、敬親は宍戸を名代として、22日に宍戸は再び広島へ入り、三藩主と経幹も名代を立てて広島へ送り込んだ。5月1日、国泰寺において長行は四家名の名代に対して幕命を伝えたが、宍戸は病気として旅館から出なかった。幕府は末家名代をして宗家名代を兼ねさせて長州藩へも幕命を伝えることにした。3日、幕府は四家名の名代に対しては速やかに帰国して主人へ伝え、20日までに請書を出すように命令が下された。広島へ滞在するように命じられた宍戸と小田村素太郎は5月8日に拘束され広島藩に預けられた。請書の提出は経幹からの請願により5月29日を期限としたが、この日までに命令に従わなければ6月5日を以て諸方面から進撃すると決定した。
4月14日、大久保利通は板倉勝静へ薩摩藩は出兵を拒否するとした建白書を提出した。勝静は、勅命により長州征討を起こした幕府の正当性を主張し建白書を拒絶したが、幕府がこれまで勅命を無視してきた事実を列挙した大久保と論戦となった。再三の交渉の結果、大久保は板倉へ建白書を受け取らせることに成功した。
6月3日、徳川茂承は広島へ向かい、6月2日に広島の長行は小倉へ向かい、茂承は石州口へ転じて、茂承の代わりに本荘宗秀は広島に入った。

## 第二次長州征討

### 戦況
慶応2年（1866年）6月7日に幕府艦隊真木清人の屋代島（周防大島、以下大島と記す）への砲撃が始まり、13日には芸州口・小瀬川口、16日には石州口、17日には小倉口でそれぞれ戦闘が開始される。長州側は山口の藩政府の合議制により作戦が指揮された。
大島口は長州藩領である周防国大島を巡る攻防戦である。大島は、北は宮島のある安芸灘に、東と南は伊予灘に面した東西に長い防予諸島の1つである。長州藩の行政区分では大島宰判の管轄であった。西岸は狭い海峡（大畠瀬戸）を挟んで本州と連絡し、南下をすると上ノ関の港（上関島）に至る。
戦闘は上ノ関へ6月7日、幕府の軍艦が砲撃したことにより始まった。6月8日、伊予松山藩軍は大島へ上陸し、地元住民に乱暴狼藉を加える。9日、幕艦は島の北側である久賀へ砲撃、11日、再び幕艦の砲撃の後で久賀村から幕府陸軍が上陸。同日、島の南側である安下庄から松山藩軍が上陸、村上亀之助の兵と交戦したが当時の日本船籍として最大かつ最新鋭の富士山丸（排水量1000tの木造蒸気船）の砲撃に晒されて撤退、夜に長州藩の全軍は本州の遠崎へ撤退した。長州藩は最初は大島を放棄する計画であったが、大島の惨状が伝わったことを受け、10日、山口藩庁は第二奇兵隊、浩武隊を大島へ派遣することを決定した。また高杉晋作へ丙寅丸（排水量94tの木造蒸気船）に乗り大島へ向かうように命じた。
12日夜、丙寅丸は大畠瀬戸を抜けて島の北側に停泊していた幕府方の軍艦へ大砲を撃ちかけ撤退した。この時富士山丸は大島の沖におらず、蒸気を落としていた八雲丸（排水量337tの鉄製蒸気船）、翔鶴丸（排水量350tの鉄製蒸気船）は丙寅丸を追跡したが見失った。15日未明、第二奇兵隊を含む諸隊は大島に上陸、進軍を始め、17日に大島を奪回した。19日、松山藩兵が上陸して民家を焼くなどの行為をして撤退した。
この民家への放火については、その後10月2日、松山藩は大島へ謝罪使を派遣した（大島にて陳謝の口上を述べたのは11月17日）。なお、その口上では幕府の行動に対して諫言すべきところを、小国がゆえに萎縮して応答して、このような「実に言語を絶し相済まざる次第」を引き起こした事を長州藩に対して詫びており、幕府に対する求心力の低下を物語っている。
芸州口では、長州藩および岩国藩と、幕府歩兵隊や紀州藩兵などとの戦闘が行われる。彦根藩と高田藩が小瀬川であっけなく壊滅したが、幕府歩兵隊と紀州藩兵が両藩に代わって戦闘に入ると、幕府・紀州藩側が押し気味ながらも膠着状況に陥る。また広島藩は幕府の出兵命令を拒んだ。芸州戦線では被差別民が部隊（「茶筅中」「維新団」「一新組」等）として組織され長州藩の指揮下に参加しており、遊撃隊参謀として戦いの指揮を執った河瀬安四郎は「且又維新団之働驚眼事に御座候」と被差別民部隊の勇猛果敢ぶりに驚嘆した旨を報告している。また幕府側でも弾左衛門の配下の被差別民が参加しており、後に幕府はこの時の功績をたたえ、弾左衛門とその配下を平人に引き上げた。
石州口では、大村が指揮し（指揮役は清末藩主・毛利元純）、中立的立場を取った津和野藩を通過して一橋慶喜の実弟・松平武聰が藩主であった浜田藩へ侵攻し、18日に浜田城を陥落させる。明治まで浜田城と天領だった石見銀山は長州が制圧した。
小倉口では、総督・小笠原長行が指揮する九州諸藩と高杉・山縣有朋ら率いる長州藩との戦闘（小倉戦争）が関門海峡を挟んで数度行われたが、小笠原の指揮はよろしきを得ず、優勢な海軍力を有しながら渡海侵攻を躊躇している間に6月17日に長州勢の田野浦上陸を、7月2日には大里上陸を許して戦闘の主導権を奪われ、その後も諸藩軍・幕府歩兵隊とも拱手傍観の体で小倉藩が単独抗戦を強いられる状態だった。また、佐賀藩は出兵を拒んだ。
7月27日の赤坂・鳥越の戦い（現在の北九州市立桜丘小学校付近）では肥後藩細川氏（元・小倉城主）の軍が参戦し、長州勢を圧倒する戦いを見せた。しかし、依然として小笠原総督の消極的姿勢は改まらず、事態の収拾に動くこともなかったことから、肥後藩を含む諸藩は総督への不信を強め、この戦闘後に一斉に撤兵・帰国し、小笠原総督自身も将軍家茂の薨去を理由に戦線を離脱した。孤立した小倉藩は8月1日に小倉城に火を放って香春に退却した。その後、小倉藩は家老・島村志津摩らの指導により軍を再編して粘り強く長州藩への抵抗を続け、戦闘は長期化してゆくこととなる。
戦いの長期化に備えて各藩が兵糧米を備蓄した事によって米価が暴騰し、全国各地で一揆や打ちこわしが起こる原因となった（世直し一揆）。

戦況不利の最中の7月20日に将軍・家茂が死去（後述）、徳川将軍家を継いだ徳川慶喜は大討込と称して、自ら出陣して巻き返すことを宣言したが、小倉陥落の報に衝撃を受けてこれを中止し、家茂の死を公にした上で朝廷に働きかけ、休戦の勅命を発してもらう。また慶喜の意を受けた勝海舟と長州の広沢真臣・井上馨が9月2日に宮島で会談した結果、停戦合意が成立し、大島口、芸州口、石州口では戦闘が終息した。なお、慶喜は停戦の直後から、フランスの支援を受けて旧式化が明らかとなった幕府陸軍の軍制改革に着手している。
しかし、朝廷の停戦の勅命と幕府・長州間の停戦合意成立にも関わらず、小倉方面では長州藩は小倉藩領への侵攻を緩めず、戦闘は終息しなかった。この長州藩の違約に対し、幕府には停戦の履行を迫る力はなく、小倉藩は独自に長州藩への抵抗・反撃を強力に展開した。10月に入り、長州藩は停戦の成立した他戦線の兵力を小倉方面に集中して攻勢を強め、企救郡南部の小倉藩の防衛拠点の多くが陥落するに及んで小倉・長州両藩間の停戦交渉が始められ、慶応3年（1867年）1月にようやく両藩の和約が成立している。この和約の条件により、小倉藩領のうち企救郡は長州藩の預りとされ、明治2年（1869年）7月に企救郡が日田県の管轄に移されるまでこの状態が続くこととなった。
第二次征討の失敗によって、幕府側の武力が張子の虎であることが知れ渡ると同時に、長州藩と薩摩藩への干渉能力がほぼ無くなる結果を招いた。そのため、この敗戦が江戸幕府の滅亡をほぼ決定付けたとする資料も見られる。

### 将軍空位期の中央政局
7月20日、大坂城において家茂は客死。この日から慶喜が将軍職就任する12月5日まで将軍職は空位となった。家茂の御台所であった和宮親子内親王は12月9日に落飾（出家）した。
家茂は征長の進発に際して「万一のことあらば田安亀之助をして、相続せしめんと思うなり」と和宮と天璋院へ伝えるように命じていたが、江戸の和宮は亀之助が将来の相続者であるとしながら「唯今の時勢、幼齢の亀之助にては、如何あるべき」「然るべき人骵（体）を、天下の為に選ぶべし」と、この時点での相続は否定したため、相続者は慶喜以外にはいないという結論になった。7月27日、慶喜は徳川宗家は継承すると決定（正式には29日に相続）したが、なお将軍職は辞退するとした。
20日に島津久光・忠義父子の連名により二条斉敬へ征長反対の建白書が提出された。具体的には寛大の詔を下して征長の兵を解き、然る後に天下の公議を尽くして大に政体を更新し、中興の功業を遂げられんとする政体改革の建議である。この建議は朝議に諮られた。当時の朝議は二条斉敬と中川宮が主導、両者に対して批判的な勢力は近衛忠熙・忠房父子、山階宮晃親王（中川宮の兄）があり、別グループとして中山忠能、大原重徳、中御門経之、正親町三条実愛がいた。後者の指針は朝廷改革と攘夷貫徹であり、朝廷改革とは大政委任が現実には朝廷の権威を幕府に利用されるだけであるという不満から朝廷が主体的となり国政を一元化させようとする動きである。当然、久光・忠義父子の建白書は賛成であった。
朝議は紛糾し、三回目（8月4日）の朝議に召し出された慶喜は「一当て仕らずては長人等追々京畿にも迫るべき有様なり、さはいへ強いて山口まで攻入るべしとのことにはあらず、芸石二州の地に進入せる長人を自国へ逐退けたる後、朝廷へ寛大の御処置を願ひ、又諸大名をも会同（集まって相談）して国事を議する事に仕るべきなり」と発言した。これを受けて孝明天皇が「朕は解兵すべからずとの決心なれば、速に進発して功を奏すべし」と叡慮を述べて議は決した。すなわち戦争継続である。8月8日、家茂の名代として出陣する慶喜は御暇乞の参内をして天盃、節刀を賜ったが、14日、慶喜は二条斉敬へ出陣を見合わせるようにとの4日と反対の内願を提出、16日に勅許が下ろされた。これは11日に九州戦線崩壊（小倉城の自焼、諸藩の戦線離脱）が京都に伝わったことによる。長州征討は止戦するという勅命が20日に出され、同時に諸大名を召集し「天下公論」で国事を決すると決まった。
この8月、幕府は費用を確保するためイギリスのオリエンタル・バンクと600万ドルの借款契約を締結していた。
大久保は諸大名召集の行方を注視する一方で、岩倉具視の列参運動にも関心を寄せた。安易に朝廷を利用する慶喜に対して公卿たちの不満は爆発した。二条斉敬、中川宮を引きずり下ろして朝廷改革を進めようとする動きが出た。岩倉は列参諫奏により改革運動を推進しようとした。薩摩側は朝廷内部の変革が諸侯参集に影響を与えることを危惧したが、岩倉側は列参の目的は諸大名の召集を朝廷が行うことにより幕府を棚上げする点にあると説明し、薩摩藩と岩倉側の同意がなり8月30日に列参が行われた。目的は朝廷改革、長防解兵の勅宣、勅勘公卿の赦免、そして諸藩召集である。
列参の結果は孝明天皇の逆鱗に触れ、中御門経之、大原重徳、山階宮、正親町三条実愛は処罰された。余波として二条斉敬、中川宮は辞意を表明するがその反作用として慶喜の除服参内、将軍宣下へ動く結果となった。孝明天皇に対して諫奏しようとしても既に朝廷政治は公卿だけで行われる段階ではなく、慶喜がその一角に位置を占めていた。「不偏不党の権威を朝廷に求める廷臣にとって朝廷改革の最大の障害物は孝明帝自身であるという結論」になる。薩摩側は全てが裏目と出て、朝廷内のシンパが処罰されたことで発言力も低下を余儀なくされた。朝廷から上洛令を出された24の諸大名でも上京したのは世子を含めて9名に過ぎなかった。物価高騰による不満から各地で一揆が頻発し諸侯にしても中央政局に積極的に関わる余裕はなく、また幕府に批判的であるが封建諸侯である以上幕府の否定をするには壁が高い状況が明らかとなった。かくして慶喜の将軍就任の環境は整った。
12月5日に慶喜は二条城において将軍宣下を受けるが、25日には孝明天皇が死去した。
慶応3年5月の四侯会議では、課題の一つとして、停戦した長州との問題が話し合われた。紆余曲折の末、主導権を握った慶喜が長州寛典論を奏請し、明治天皇の勅許を得る。慶応3年12月8日の二条斉敬が主催した朝議にて毛利敬親・定広父子の官位復旧が決定し、長州は朝敵を赦免された。